# Agalmyla bracteata
Agalmyla bracteata là một loài thực vật có hoa trong họ Tai voi. Loài này được (Stapf) B.L.Burtt mô tả khoa học đầu tiên năm 1968.